# ヒビキのマホウ
『ヒビキのマホウ』は、原作：麻枝准 (Key)・漫画：依澄れいによる、日本のファンタジー漫画。角川書店『月刊コンプエース』にて連載していた。2016年5月完結。

## 概要
本作は麻枝が学生時代に書いた短編小説が元であり、麻枝の創作活動のルーツといえる物語である。
事実、ミヅキとアヒトの様な女の子と、力及ばず女の子を救うことができなかった男の子のペアといったキャラクター設定は、麻枝が企画・一部のシナリオを手がけた『ONE 〜輝く季節へ〜』の主人公折原浩平とその妹のみさお、あるいは『Hanabi』（KSLA-0008 作詞作曲を麻枝が担当した）などの作品と関連が見てとれる。その他にユッコとシイラアサンの様な母娘の絆の物語は、Keyの事実上のデビュー作といえる『MOON.』の天沢母娘や『AIR』の神尾母娘などに見られる。
ちなみに話は原則として一話完結である。一話ごとに一人のキャラにスポットをあてた話の内容になっている。
2004年から『月刊少年エース』で連載が開始されるが、その後2005年に『月刊コンプエース』に移籍した。その後、長期休載していたが、2008年8月号から不定期連載の形で連載が再開され、2016年5月号で最終回を迎えた。

## あらすじ
ヒビキは森の中の研究室でシロツキ先生と暮らすマホウツカイ見習いの女の子。ある日研究室が賊に襲われ焼けてしまう。街に出てきたヒビキは偉大なマホウツカイの弟子であったためにカミセイドマホウ学院で教鞭を執ることになる。

## 主要登場人物
ヒビキ
主人公。マホウツカイ見習いだが、まだマホウは使えない。おいしくお茶を煎れるのが得意。元々捨て子であり、シロツキの家の物置に隠れていた。当初はシロツキに対しても脅えていたが、シロツキのグスクを操るマホウもあって懐いていく。その後、シロツキの助手として彼の元で暮らしていたが、シロツキの研究を悪用しようとする賊の襲撃によってシロツキの研究所が燃えてしまう。その後、グスクの肉体を借りたシロツキと共に首都カミグスクへ行き、シロツキの助手であったために王立カミセイドマホウ学院の教師となる。そこで様々な人々と出会い、マホウには代償が必要である原理に対して「何も失わないマホウを作る」ことを決意し、マホウの代償で苦しむ人々を救っている。泣き虫だが穏やかで優しい性格なので誰からも好かれるが一方で押しに弱く大人しい性格なため、周囲に振り回されてはいつも貧乏くじを引かれている。
シロツキ
マホウジンの権威とされる偉大なマホウツカイ。森の中の研究室でヒビキとともに暮らしていた。不老不死の研究中で、魂がグスクの肉体に移った直後に賊に襲われたために以後はグスクの肉体を借りている。マホウを使えないヒビキを陰ながら救ったこともある。マホウの代償は「記憶」であり、マホウの研究を進めていくにつれて記憶が抜け落ちていった。かつてユイという名の恋人が居たが、マホウの代償のせいで幾度もユイのことを忘れ、その度に彼女と“出会って”いた。ヒビキを放っておけなかったのも、その辺りの共感があったものだと思われる。
アヒト
学院の生徒。研究をしていた両親を戦時中のテロで亡くし、手術によって「マホウツカイ」にされた。癒す目を持つ代わりに、代償として「自らの命」を削る。かつては、そのマホウで女の子を救おうとしたが、最終的には救えなかった経験からマホウに対して嫌悪感を持っている。当初はヒビキに対しても不信感を持っていたが、彼女が他のマホウツカイとは違うと感じて、ヒビキのことを気に入り、「先生」と呼ぶようになった。
シイラアサン
通称シィちゃん。ヒビキとシロツキによって生み出されたホムンクルス。「シイラアサン」とは戦史に名を残す最強のホムンクルスの名前で、その名を拝借している。誕生から三日目に倒れるがナナコの涙が入った薬を飲み助かる。武器を創り出す能力を持っているが、その体はマホウで出来ているため、使いすぎると消滅する危険性もあり、ヒビキによって止められている。デスマス口調で話すが破天荒で毒舌家な部分があるが根は寂しがり屋でヒビキが他の人と仲良くしていると焼きもちを焼いたりする。
アスマ
カミセイドマホウ学院の院長。楽天家な性格で、助手のミサキに突っ込まれることも多い。マホウを使うと代償として老化が進んでいく。本来の年齢はミサキより少し年上程度（ミサキと会う前にもマホウを使っていたと思われるのでそれよりも低い年齢の可能性が高い）。
ミサキ
アスマの助手。生真面目な性格で問題ばかり起こす（実際はヒビキの周囲の人物で彼女の勘違いだが）ヒビキを叱ることも多い。かつては戦災孤児で、引き取られた先でも酷い仕打ちを受けていたが、アスマによって救われ、ツッコミを入れることが多いが彼に対して恋心を抱く。マホウを使うたびに年老いていくアスマを一番近くで見届けるべく、努力してきた。
ナズナ＝シレイユ
王の孫娘で、かつては国随一の剣士だった（一時期 現役を退いていたが、現在は復帰している）。ヒビキと友人になる。子供の頃にヒヨコのピー子を飼っていたことがあり、今でも幽霊としてナズナに懐いている。
ミヅキ
難病の女の子。アヒトが救おうとしたが救えなかった。事故で両親を亡くし1人だけ生き残って、それからしゃべらなくなるが、それが原因でマホウに目覚めた（そのマホウがどんなマホウかは分からないが、その代償で眠り続けることになった可能性もある）。
イッコ
学院の教員。ユッコの姉。とある理由で呪いを研究している。普段は優しくおっとりとしているが呪いの研究中は人格が変わる。
ユッコ
イッコの妹。娘のナナコを亡くしてからホムンクルスの研究に没頭する。誕生したホムンクルスは不完全で誕生してから三日目に必ず消えてしまう。シイラアサンに人を癒す力のある娘のナナコの涙を渡してからはホムンクルスの研究をやめたらしく、マホウの代償が「眠る時間」だったため、今は夢の中でナナコの笑顔を見られているらしい。
失敗作の少女
戦前でマホウを兵器として利用する為に実験体となった少女。当時6歳。異形の姿となり、首都カミセイド北部にあるマホウの研究施設の地下に廃棄されていた。ヒビキ、アヒト、シイラアサンらとの邂逅によって、最後は“ひと”として逝った。
四つ辻の悪魔
四つ辻でメロンパンを配る少女。悪魔と呼ばれているが人間に対して害意を持っている訳ではない。元々は人間で、かつて両親を亡くして絶望した所を、悪魔のマホウによって「誰かの願いを叶える悪魔」にしてもらう。アヒト曰く、彼女はマホウツカイにされているらしく、彼女は自らの魂を削ってマホウを使い、それでメロンパンを焼いているらしい。そのため、存在が希薄になっており消滅しかけたこともあるが、通りかかった老人が夢を語ったおかげで存在を維持することが出来た。その後、夢を語ることと引き換えにメロンパンを配っているようだ。
悪魔
ヒビキに取り憑いた、自らを「悪魔」と名乗る存在。その正体は広場の廃屋に眠るマホウツカイの亡霊。彼のマホウの代償は「皮膚の成分」であり、魔法を使う度に体は醜くただれた。その姿から町の人々に「悪魔」と称され、孤独のまま死を迎えた。自分の思い通りにヒビキを行動させ、ヒビキを困らせるが、その目的はかつて得ることの出来なかった人の温もりを感じるためだった。ヒビキと知り合い人の温もりを知ることで成仏した。尚、四つ辻の悪魔の解説に書いた「悪魔」とは別の存在である。

## 書誌情報
- 原作：麻枝准、漫画：依澄れい『ヒビキのマホウ』角川書店〈角川コミックス・エース〉、完結6巻。
  1. （2005年8月10日発売）ISBN 4-04-713713-8
  2. （2006年12月26日発売）ISBN 4-04-713866-5
  3. （2014年2月26日発売）ISBN 978-4-04-120827-4
  4. （2015年2月26日発売）ISBN 978-4-04-102548-2
  5. （2017年2月25日発売）ISBN 978-4-04-105227-3
  6. （2017年2月25日発売）ISBN 978-4-04-105228-0

1,2巻は、カバーイラストを新規に書き下ろしたリニューアル版が4巻と同時発売された。